# Кутергин, Леонид Алексеевич
Леонид Алексеевич Кутергин (1941—2001) — офицер Первого главного управления КГБ СССР, завербованный агент «Виктор» западногерманской разведки БНД, перебежчик.

## Биография
Родился в 1941 году, по одной версии (приведенной в книге Виталия Каравашкина «Кто предавал Россию») в Кировской области, в семье бывшего полковника КГБ СССР. По другой, приведенной в книге Вадима Абрамова «Контрразведка. Щит и меч против Абвера и ЦРУ» со слов Евгения Питовранова: «Парень из вологодской деревни, из многодетной семьи. Отец погиб на фронте в 1942 году». В 1964 году окончил Московский институт иностранных языков, хорошо владел двумя европейскими языками. После обучения в спецшколе КГБ начал работать в Первом главном управлении КГБ, отвечавшем за внешнюю разведку. В 1983 году Кутергин стал заместителем начальника и парторгом отдела «П» КГБ СССР (спецрезидентура «Фирма») курируемого заместителем председателя Президиума Торгово-промышленной палаты СССР Евгением Питоврановым. В июле 1984 года, находясь в Швейцарии в краткосрочной командировке, бежал оттуда в Западную Германию. Находясь в ФРГ, сообщил ценные сведения относительно деятельности КГБ СССР.

Утверждается, что основой вербовки Кутергина послужили его гомосексуальные наклонности.
Как оказалось, в 1974 году, во время работы в Австрии, ему разрешили усовершенствовать немецкий в одном из университетов. Его соседом по комнате оказался араб, подрабатывавший на западногерманскую разведку БНД. Схема вербовки оказалась предельно простой. В объятиях араба Кутергин познал все радости мужской любви, а после просмотра пленки с записью превратился в одного из самых успешных агентов БНД — Виктора. Чтобы обеспечить ему карьеру в КГБ, немцы организовали липовую вербовку Кутергиным американца. 
Измена Кутергина привела к расформированию в 1985 году так называемого отдела «П» и разрыве отношений КГБ СССР со спецрезидентом Питоврановым. Информация об этих событиях долгое время оставалась закрытой, впервые о Кутергине упомянул в интервью в 1996 году бывший генерал-майор КГБ СССР Олег Калугин.